# 유안초등학교
유안초등학교는 대한민국 광주광역시 남구 봉선동에 있는 공립 초등학교이다.

## 학교 연혁
- 1990년 9월 5일 유안국민학교 설립인가
- 1991년 3월 1일 봉선국민학교로부터 분리 개교(29개 학급)
- 1991년 4월 6일 현 교사로 입주(개교기념일)
- 1992년 10월 27일 제1차 교단선진화 공개(시지정)
- 1994년 3월 1일 학급증설(62학급)
- 1995년 9월 1일 조봉국민학교 분리 개교로 학급감축(49개 학급)
- 1996년 3월 1일 유안초등학교로 교명 변경
- 1997년 11월 6일 인성교육시범 공개(교육부지정)
- 1997년 12월 31일 학교경영 우수학교(교육부장관 표창)
- 1998년 11월 4일 교과시범단지 공개(시지정)
- 1998년 11월 9일 2차 교단선진화 공개(시지정)
- 1998년 12월 15일 유안관(급식소 및 강당)준공
- 2001년 3월 1일 영재교육 연구학교 지정(교육인적자원부)
- 2003년 11월 7일 교육인적자원부지정 영재교육연구학교 운영합동 보고회(3/3)
- 2004년 3월부터 봉선지역공동영재학급(4개 학급) 운영
- 2008년 3월 1일 제7대 김향자 교장 부임
- 2010년 11월 23일 주광역시교육청 지정 영재교육연구학교 운영 보고회(1/2)
- 2012년 2월 16일 제21회 졸업식(총 7,514명 배출)
- 2012년 3월 1일 제8대 장오동 교장 부임
- 2014년 2월 19일 제23회 졸업식 총7,988명 졸업
- 2016년 2월 5일 제25회 졸업식
- 2016년 3월 1일 제9대 강이숙 교장 부임
- 2019년 9월 1일 제10대 조지은 교장 부임

## 참고 자료
- 유안초등학교 - 한국교육학술정보원 학교알리미